# Никольское-Нальяново
Нико́льское-Налья́ново — село в Даниловском районе Ярославской области РФ, входит в состав Даниловского сельского поселения, относится к Тороповскому сельскому округу. 

## География
Находится на берегу реки Вожа в 18 км на юго-запад от райцентра Данилова.

## История
В селе располагалась усадьба, принадлежавшая семье состоятельных петербургских дворян Нальяновых. Владельцем усадьбы на рубеже XVIII-XIX веков являлся известный меценат Павел Дмитриевич Нальянов. Усадебный комплекс состоял из большого двухэтажного каменного дома с шестиколонным портиком. Частью усадебного комплекса являлся каменный храм во имя Святителя и Чудотворца Николая с приделом во имя иконы Казанской Божьей Матери, построенный в 1797 году на средства Павла Дмитриевича Нальянова. 
В конце XIX — начале XX века село входило в состав Халезевской волости Даниловского уезда Ярославской губернии.
С 1929 года село входило в состав Абрамовского сельсовета Даниловского района, с 1958 года — в составе Тороповского сельсовета, с 2005 года — в составе Даниловского сельского поселения.

## Население
| 1859 | 2002 | 2007 | 2010 |
| ---- | ---- | ---- | ---- |
| 83   | ↘3   | ↘1   | ↗2   |

## Достопримечательности
В селе расположена недействующая Церковь Николая Чудотворца (1797).